# Агартала Доум/Сонамура – Палатана
Агартала Доум/Сонамура – Палатана – газопровід на північному сході Індії.
В 2015 – 205 роках у штаті Трипура ввели в дію ТЕС Палатана, яка стала найпотужнішою тепловою електростанцією у всіх північно-східних індійських штатах. ТЕС спроектували з розрахунку на використання ресурсу природного газу з місцевих родовищ, для подачі якого створили трубопровідну систему, що включає ділянки:
- від родовища Агартала Доум (Agartala Dome) до Палатани довжиною 53 км, діаметром 500 мм та пропускною здатністю 3,2 млн м3 на добу;
- від родовища Конабан до місця врізки у лінію Агартала Доум – Палатана в районі Німбуталі довжиною 12 км, діаметром 400 мм та пропускною здатністю 1,5 млн м3 на добу;
- від родовища Сонамура до Палатани довжиною 21 км, діаметром 400 мм та пропускною здатністю 0,8 млн м3 на добу.